# 미키 가이턴
미키 가이턴(Mickey Guyton, 1983년 6월 17일 ~ )은 미국의 싱어송라이터이다.